# おジャ魔女どれみドッカ〜ン!にじいろパラダイス
『おジャ魔女どれみドッカ～ン!にじいろパラダイス』は、バンダイから2002年11月28日に発売されたPlayStation用ゲームである。

## 概要
本作以前の『おジャ魔女どれみ』シリーズのPlayStation用ゲームは、「キッズステーション」シリーズの幼児向け知育ゲームであったが、本作はすごろく式のパーティーゲームとなっている。

## ゲーム内容

### 構成
マップは『おジャ魔女どれみ』の舞台である美空市と魔女界で構成され、MAHO堂をスタート地点とし、ララやクラスメイト、魔女界の魔女たちからの頼まれ事を、どれみたちがすごろく形式でクリアしていくと、レインボードロップがもらえる。レインボードロップが一定の数に貯まった状態で、マジョリカのいるマスに行くとレインボークリスタル1個に交換できる。最終的にレインボークリスタルを7個いち早く揃えた時点でゲームが終わり、順位が決定する。

### プレイヤー
操作キャラクターである、おジャ魔女たちは、設定によって2Pから4Pまで設定可能で、プレイヤーにするかCOMにするかの切り替えもできる。操作キャラクターの、おジャ魔女たちは、どれみ・はづき・あいこ・おんぷ・ももこ・ハナの6人だが、1度ゲームをクリアすると、ぽっぷがプレイヤーに追加される。美空市マップでは5ターンの間だけお着換えをすることによって、魔法が使えるが、魔女界のマップにいる時だけ自動的にお着換えする。

### マス
まほうマス
ルーレットであらゆる魔法が1つだけ手に入る。
ミニゲームマス
強制的にミニゲームに参加。
プラスマス
一定の数だけレインボードロップがもらえる。
マイナスマス
一定の数だけレインボードロップが減る。
デラショップ
あらゆるアイテムがレインボードロップと交換して購入できる。
ワープマス
マップの他の場所へワープする。
？マス
ルーレットで上記のマスのうちの1つの効果を有する。

### アイテム
レインボーシード
お願い事をクリアするともらえる。無地のマスに植えるとプチレインボーフラワーが咲き、5ターンの間だけレインボードロップがもらえる。
バンダナ
キャラクターがマスを移動する時のスピードが速くなる。

### エクストラ
マップ上のあらゆる場所をクリックすると、各キャラクターの作品でのエピソードを綴った写真が出てくる。ただし参加するキャラクターの組み合わせによって出てくる。集めた写真はオプションの「おたのしみボックス」の「フォトアルバム」で閲覧できる。

## 登場キャラクター

### MAHO堂
春風どれみ
声 - 千葉千恵巳
藤原はづき
声 - 秋谷智子
妹尾あいこ
声 - 松岡由貴
瀬川おんぷ
声 - 宍戸留美
飛鳥ももこ
声 - 宮原永海
ハナちゃん
声 - 大谷育江
春風ぽっぷ
声 - 石毛佐和
マジョリカ
声 - 永澤菜教
どれみたちが持ってきたレインボードロップを、レインボークリスタルに交換する役割を担ったり、どれみたちにイベントの指示や説明をしたり、結果(中間)発表の進行役を行ったりする。
ララ
声 - 高村めぐみ
ババ
声 - 朴璐美
ゲーム中に1人のおジャ魔女の周辺に突然現れては、レインボードロップやアイテムを没収してくる、所謂お邪魔キャラ。ただまれにレインボードロップやアイテムをもらうこともある。数ターン経つと消える。
パオちゃん
声 - かないみか
ミニゲームにのみ登場する。

### 美空第一小学校
小竹哲也
声 - 横手久美子
玉木麗香
声 - 永野愛
島倉かおり
声 - 溝脇しほみ
佐川ゆうじ
声 - ふじたれいこ
太田ゆたか
声 - 藤田記子
佐藤じゅん
声 - 高橋直純
杉山豊和
声 - 木内レイコ
小倉けんじ
声 - サエキトモ
林野まさと
声 - 竹内順子
長門かよこ
声 - 岬風右子
長谷部たけし
声 - 山口眞弓
矢田まさる
声 - 宮原永海
横川信子
声 - 堂ノ脇恭子
丸山みほ
声 - 壱智村小真
奥山なおみ
声 - 松本美和
小泉まりな
声 - 壱智村小真
中山しおり
声 - ゆみたかよ
山内信秋
声 - 家富ヨウジ
公敬（きみたか）
声 - 竹内順子
玉木えりか
声 - 永野愛
関先生
声 - 葛城七穂
ゆき先生
声 - 今井由香
西澤ゆうか先生
声 - 徳光由禾

## 魔女界
女王
声 - ?
どれみたちにレインボークリスタルの採取を命じる。
デラ
声 - 桜井ちひろ
デラショップの経営者。
モタ
声 - 川崎ユウコ
モタモタ
声 - YOKO
マジョクロス
声 - 光明寺敬子
マジョドン
声 - 高谷あゆみ
マジョトロン
声 - ゆきじ
八太郎
声 - 家富ヨウジ
スルメ子
声 - 飛松加奈子

### 元老院（げんろういん）
マジョハート
声 - 北條文栄
マジョミラー
声 - 荘真由美

### 魔女幼稚園
マジョポン
声 - ゆみたかよ
マジョピー
声 - 埴岡由紀子
アタリメ子
声 - 埴岡由紀子
テキ
声 - ゆみたかよ
テキパキ
声 - 木内レイコ

## 魔法使い界
アレクサンドル・T・オヤジーデ
声 - 金光宣明
ミニゲームの進行役。ゲームによってはコマに扮する。

## 妖精
ゲーム中プチレインボーフラワーが咲いてる間だけ現れ、獲得できるレインボードロップの数を倍にする。なお全員ボイスはなし。
ドド
どれみのお付きの妖精。
レレ
はづきのお付きの妖精。
ミミ
あいこのお付きの妖精。
ロロ
おんぷのお付きの妖精。
ニニ
ももこのお付きの妖精。
トト
ハナのお付きの妖精。
ファファ
ぽっぷのお付きの妖精。

## その他
カザマドン
ゲーム中に美空市のマップに現れては、全マップのおジャ魔女からアイテム・まほう・レインボードロップ・レインボードロップを全て吸い取ってしまう怪獣。数ターン経てば撤退するが、いち早く対抗するには、どれみロボしかない。
どれみロボ
カザマドンに唯一対抗できる巨大ロボ。出動させるには、デラショップで手にはいる「どれみロボつうしんき」が絶対条件である。